# Alianční strana Severního Irska
Alianční strana Severního Irska (anglicky Alliance Party of Northern Ireland) je britská politická strana v Severním Irsku s ústředím v Belfastu. Strana spolupracuje s Liberálními demokraty. Ideologicky se jedná o stranu liberální, z hlediska politické situace v Severním Irsku je ale jejím hlavním znakem snaha být alternativou k oběma hlavním tradičně silně nepřátelským táborům a jejich ostře vymezeným stranám.
Z mezinárodního hlediska se strana řadí k Liberální internacionále a k Alianci liberálů a demokratů pro Evropu.
Byla založena v roce 1970 a v Severoirském shromáždění se jí daří už od jejího založení v sedmdesátých letech. Své historicky první křeslo v Dolní sněmovně Spojeného království vyhrála ve volbách v roce 2010. Již dříve ale měla zastoupení v parlamentu díky tomu, že Stratton Mills změnil v roce 1972 stranu. V roce 2015 poslanecké zastoupení ztratila, ve volbách v roce 2019 se ale do Dolní sněmovny vrátila.

## Historie
Strana byla založena v dubnu 1970 jako pokus o umírněný tón ve vyostřené náboženské severoirské politice. Strana v sobě úmyslně zahrnula katolíky i protestanty, a to proporčně podle jejich podílu na obyvatelstvu v Severním Irsku. Jako první lídr strany vystupoval Olivier Napier.
Aliance postupně získávala podporu od části voličů Ulsterské unionistické strany, pro které se tato strana stávala příliš extrémní. Od svého založení převážně lidmi v politice dříve neangažovanými je Aliance chápána jako strana střední třídy. V roce 1972 k ní přešli tři členové britského parlamentu - dva protestanti a jeden katolík. Též byla zastoupena v severoirské vládě. Při severoirských volbách roku 1977 strana obdržela přes 14% hlasů, což byl po více než 40 let nejlepší výsledek strany. Roku 1998 bylo Velkopáteční dohodou vytvořeno dnešní Severoirské shromáždění a ve volbách do něj Aliance získala 6% hlasů a 6 mandátů ze 108. Nejsilnější základnu měla strana v bohatých belfastských čtvrtích, naopak v podstatě bez podpory zůstávala v západním Ulsteru. Ve volbách 2007 a 2011 se zastoupení strany ve shromáždění zvýšilo na 7 a poté 8 poslanců. Tata křesla si udržela i ve volbách v roce 2016 i o rok později, kdy se proporční zastoupení strany navíc zvýšilo snížením počtu členů shromáždění na 90.
Úspěch též Aliance slavila ve volbách do britského parlamentu roku 2010, kdy získala své první křeslo, a to v tradičně unionistickém okrsku na předměstí Belfastu (obvod Belfast-East); alianční kandidátka Naomi Long tam porazila lídra Demokratické unionistické strany Petera Robinsona, který byl za tento obvod poslancem od roku 1979. Ve volbách 2015 Long křeslo těsně ztratila, a strana tak zůstala bez zastoupení v Dolní sněmovně. Výsledek se nezlepšil ani ve volbách 2017, historický úspěch ale Aliance zaznamenala ve volbách roku 2019, kdy v Severním Irsku získala 17% hlasů a její kandidát Stephen Ferry se stal poslancem za striktně unionistický obvod North Down.

## Volební výsledky

### Severoirské shromáždění
| Volby | Hlasy   | Hlasy | Mandáty | Mandáty | Pozice | Vláda        |
| Volby | Abs.    | %     | Abs.    | ±       | Pozice | Vláda        |
| ----- | ------- | ----- | ------- | ------- | ------ | ------------ |
| 1998  | 52 636  | 5,6   | 6/108   |         | 5.     | Opozice      |
| 2003  | 25 372  | 3,7   | 6/108   | ▬0      | ▬5.    | Přímá správa |
| 2007  | 36 139  | 5,2   | 7/108   | ▲1      | ▬5.    | Vláda        |
| 2011  | 50 875  | 7,7   | 8/108   | ▲1      | ▬5.    | Vláda        |
| 2016  | 48 447  | 7,0   | 8/108   | ▬0      | ▬5.    | Opozice      |
| 2017  | 72 717  | 9,2   | 8/90    | ▬0      | ▬5.    | Vláda        |
| 2022  | 116 681 | 13,5  | 17/90   | ▲9      | ▲3.    | Vláda        |

### Parlament Spojeného království (za Severní Irsko)
| Volby      | Hlasy   | Hlasy | Hlasy | Mandáty | Mandáty | Pozice |
| Volby      | Abs.    | %     | ±     | Abs.    | ±       | Pozice |
| ---------- | ------- | ----- | ----- | ------- | ------- | ------ |
| únor 1974  | 22 660  | 3,2   |       | 0/12    |         | 6.     |
| říjen 1974 | 44 644  | 6,4   | ▲3,2  | 0/12    | ▬0      | ▬6.    |
| 1979       | 82 892  | 11,9  | ▲5,5  | 0/12    | ▬0      | ▬6.    |
| 1983       | 61 275  | 8,1   | ▼3,8  | 0/17    | ▬0      | ▼7.    |
| 1987       | 72 761  | 10,0  | ▲1,9  | 0/17    | ▬0      | ▲6.    |
| 1992       | 68 665  | 8,7   | ▼1,3  | 0/17    | ▬0      | ▬6.    |
| 1997       | 62 972  | 8,0   | ▼0,7  | 0/18    | ▬0      | ▬6.    |
| 2001       | 28 999  | 3,6   | ▼4,4  | 0/18    | ▬0      | ▲5.    |
| 2005       | 28 291  | 3,9   | ▲0,3  | 0/18    | ▬0      | ▬5.    |
| 2010       | 42 762  | 6,3   | ▲2,4  | 1/18    | ▲1      | ▲4.    |
| 2015       | 61 556  | 8,6   | ▲2,3  | 0/18    | ▼1      | ▼6.    |
| 2017       | 64 553  | 7,9   | ▼0,7  | 0/18    | ▬0      | ▬6.    |
| 2019       | 134 115 | 16,8  | ▲8,9  | 1/18    | ▲1      | ▲4.    |